# Liste von Hallo-Welt-Programmen/Sonstige
Dies ist eine Liste von Hallo-Welt-Programmen für grafische Benutzeroberflächen, Web-Technologien, esoterische Programmiersprachen und Textauszeichnungssprachen. Weitere Beispiele für gebräuchliche Programmiersprachen sind unter Liste von Hallo-Welt-Programmen/Höhere Programmiersprachen aufgeführt. Beispiele für Assembler-Programme finden sich unter Liste von Hallo-Welt-Programmen/Assembler.

## Grafische Benutzeroberflächenals traditionelle Anwendungen

### 4th Dimension
```
Alert("Hallo Welt!")
```

### BCPL
```
GET "LIBHDR"

LET START () BE
$(
    WRITES ("Hallo Welt!*N")
$)
```

### Beta (Programmiersprache)
```
ORIGIN '~beta/basiclib/betaenv';
(* Das klassische Hallo-Welt-Programm in BETA *)
--PROGRAM: descriptor--
(#
do 'Hallo Welt!' -> Screen.PutLine;
#)

```

### Clarion
```
program
```

```
window WINDOW('Hallo Welt'),AT(,,300,200),STATUS,SYSTEM,GRAY,DOUBLE,AUTO
       END
```

```
code
```

```
open(window)
show(10,10,'Hallo Welt!')
accept
end
close(window)
```

### Clipper
```
 ? 
"Hallo Welt!"

```

### Commodore Basic V2
```
10 print "Hallo Welt!"
```

### FOCAL
```
01 LBL'HALLO

02'HALLO WELT

03 AON

04 RTN
```

wobei der Apostroph für das HP41-spezifische Anfangszeichen einer Zeichenkette steht.

### Fortress
```
component HalloWelt
    export Executable
    run(args:String...) = print "Hallo Welt!"
end
```

### hpl (Hewlett-Packard Language um 1975)
```
wtb 0,"Hallo Welt",13,10
```

oder
```
wrt 0,"Hallo Welt"
```

### Jass
```
function test takes nothing returns nothing
    call BJDebugMsg("Hallo Welt!")
endfunction
```

oder
```
function test takes nothing returns nothing
    call DisplayTextToPlayer(Player(0), 0, 0, "Hallo Welt!")
    // für Spieler 1
endfunction
```

oder
```
function test takes nothing returns nothing
    call DisplayTextToPlayer(GetLocalPlayer(), 0, 0, "Hallo Welt!")
    // für den lokalen Spieler
endfunction
```

Das ganze jetzt noch für eine bestimmte Zeit:
```
function test takes nothing returns nothing
    call DisplayTimedTextToPlayer(Player(0), 0, 0, 10, "Hallo Welt!")
    // für Spieler 1 und für 10 sekunden
endfunction
```

oder
```
function test takes nothing returns nothing
    call DisplayTimedTextToPlayer(GetLocalPlayer(), 0, 0, 10, "Hallo Welt!")
    // für den lokalen Spieler und für 10 sekunden
endfunction
```

### Lingo
In das Message-Fenster:
```
on startMovie
```

```
  put "Hallo Welt!"
```

```
end startMovie
```

In ein Dialogfenster:
```
on startMovie
```

```
  alert "Hallo Welt!"
```

```
end startMovie
```

In ein gestaltbares Dialogfenster mittels MUI Xtra:
```
on startMovie
```

```
  set alertObj = new(xtra "MUI")
```

```
  set alertInitList = [ \
      #buttons : #Ok, \
      #default : 1, \
      #icon    : #note, \
      #message : "Hallo Welt!", \
      #movable : TRUE, \
      #title   : ""]
```

```
  if objectP(alertObj) then
```

```
    set result = alert(alertObj, alertInitList)
```

```
    case result of
      1 : -- the user clicked OK
      otherwise : -- the user hit ESC
    end case
```

```
  end if
```

```
end startMovie
```

### m4
```
Hallo Welt!
```

### Maschinensprache(DOS-COM-Programm aufIntel 80x86)
```
BA 0B 01 B4 09 CD 21 B4  4C CD 21 48 61 6C 6C 6F
20 57 65 6C 74 21 0D 0A  24
```

Eingabe dieses Programmstücks (nur das Fettgedruckte = Mnemotechnischer 1:1-Code)
unter DOS - Anfrage

C:\Debug

-a

0D78:0100 mov dx,10b

0D78:0103 mov ah,9

0D78:0105 int 21

0D78:0107 mov ah,4c

0D78:0109 int 21

0D78:010B db "Hallo Welt!" d a 24

0D78:0118

-

Eine Überprüfung des eigentlichen Programmstücks ist möglich durch u[nassemble]:

-u 100 109

0D78:0100 BA0b01   MOV   DX,010B

0D78:0103 B409      MOV   AH,09

0D78:0105 CD21      INT   21

0D78:0107 B44C      MOV   AH,4C

0D78:0109 CD21      INT   21

-

... und des Text-/Datenstückes durch d[ump]

-d 10b 118

... oder des ganzen Maschinenprogramms, ebenfalls durch d[ump]

-d 100 118

0D78:0100  BA 0B 01 B4 09 CD 21 B4-4C-CD 21 48 61 6C 6C 6F   ......!.L.!Hallo

0D78:0110  20 57 65 6C 74 21 0D 0A-24                               Welt!..$

-

Unter DOS-DEBUG lässt man das Programm laufen mit g[o], sofern man es nicht als eigenständige laufendes Program als *.COM-Datei abspeichert

-g

Hallo Welt!

Ein einfachster Assembler übersetzt die in einem Textprogramm eingegebenen mnemotechnischen Codes im Verhältnis 1:1 (EIN Code entspricht EINEM Wort des Maschinenprogramms) in das Maschinenprogramm, mit der Vereinfachung, dass Adressen für Speicherangaben und Programmsprünge symbolisch angegeben werden können.

### MIXAL
```
TERM    EQU  18          the MIX console device number
        ORIG 1000        start address
START   OUT  MSG(TERM)   output data at address MSG
        HLT              halt execution
MSG     ALF  MIXAL
        ALF   HALL
        ALF  O WEL
        ALF  T
        END  START       end of the programm
```

### Mumps
```
W "Hallo Welt!",!
```

### Natural
```
WRITE 'Hallo Welt!'.
```

### Nemerle
```
class Hello {
  static Main () : void {
    System.Console.WriteLine ("Hallo Welt!");
  }
}
```

oder:
```
System.Console.WriteLine("Hallo Welt!");
```

### ObjectPAL(ParadoxApplication Language)
```
method run(var eventInfo Event)
   msginfo("Info", "Hallo Welt!")
endMethod
```

### Occam
```
PROC HelloWorld()
  []BYTE helloworldstring :
  SEQ
    helloworldstring := "Hallo Welt!"
    screen ! helloworldstring
```

### OPAL
Erzeugung einer denotation (Opal-Zeichenkette):
```
SIGNATURE HelloWorld
```

```
FUN Hello : denotation
```

```
IMPLEMENTATION HelloWorld
```

```
DEF Hello == "Hallo Welt!\n"
```

Funktion, die die Bildschirmausgabe erzeugt:
```
SIGNATURE HelloWorld
IMPORT Com COMPLETELY
       Void COMPLETELY
```

```
FUN HelloWorld : com[void]
```

```
IMPLEMENTATION HelloWorld
IMPORT BasicIO COMPLETELY
```

```
DEF HelloWorld == writeLine("Hallo Welt!\n")
```

### OPL
```
PROC Hallo:
  PRINT "Hallo Welt!"
ENDP
```

### PILOT
```
T:Hallo Welt!
```

### PL/B
```
display "Hallo Welt"
```

### POW!
```
MODULE Helloworld;
IMPORT Out;
PROCEDURE ProgMain*;
BEGIN
Out.String("Hallo Welt");
END ProgMain;
END Helloworld.
```

alternativ:
```
MODULE Helloworld;
IMPORT Display;
PROCEDURE ProgMain*;
BEGIN
Display.WriteStr("Hallo Welt");
END ProgMain;
END Helloworld.
```

### PowerScript
In einem vorher definierten Fenster mit einem Textfeld:
```
open(win_zeige_hallowelt)
win_zeige_hallowelt.textfeld.text = 'Hallo Welt!'
```

Als Dialogfenster:
```
MessageBox('Irgendein Fenstertitel','Hallo Welt!')
```

### Profan² / XProfan
```
cls
print "Hallo Welt!"
waitinput
```

oder
```
Messagebox("Hallo Welt!","",0)
```

oder
```
Print "Hallo Welt!"
WaitKey
End
```

oder
```
shell getenv$("COMSPEC")+" /k @echo Hallo Welt!"
```

### Promela
```
active proctype HalloWeltProc() {
  printf("Hallo Welt!");
}
```

oder
```
proctype HalloWeltProc() {
  printf("Hallo Welt!");
}
init {
  run HalloWeltProc();
}
```

### Pure Data
Patch als ASCII-art
```
[hello world(
|
[print]
```

Patch im Quelltext:
```
#N canvas 0 0 300 300 10;
#X obj 100 100 loadbang;
#X msg 100 150 Hallo Welt;
#X obj 100 200 print;
#X connect 0 0 1 0;
#X connect 1 0 2 0.
```

### RapidBatch
```
rem RapidBatch 5.1
Echo 'Hallo Welt!'
End
```

### REBOL
```
REBOL [
  Title: "Hallo Welt in einem Fenster"
  File: %hello-view.r
  Date: 12-January-2002
]
```

```
view layout [
   text "Hallo Welt!"
   button "Beenden" [quit]
]
```

### RPG
RPG 3:
```
C           'Hallo'   CAT  ' Welt'   HALLO  10
C                     DSPLY          HALLO
C                     MOVE '1'       *INLR
```

RPG 4:
```
C     'Hallo Welt'  dsply
C                   return
```

RPG 4 (Free):
```
    Dsply 'Hallo Welt';
    return;
```

### RPL
```
<< "Hallo Welt!" MSGBOX >>
```

### Sather
```
class MAIN is
    main is
        #OUT + "Hallo Welt\n";
    end;
end;
```

### sed
```
iHallo Welt!
Q
```

### Self
```
'Hallo Welt!' print.
```

### SPL (SPL Programming Language) mitQt
```
load "qt";
var a = new qt.QApplication();
var l = new qt.QLabel(undef);
l.setText("Hallo Welt!");
a.setMainWidget(l);
l.show();
a.exec();
```

### SQF (Arma 3 Scripting Language)
```
hint "Hello World";
```

### TECO
```
iHallo Welt!$ht$$
```

### TI-Basic
TI-Basic auf dem TI-83 Plus oder TI-84 Plus:
```
:Disp "Hallo Welt!"
```

oder
```
:Output(1,1,"Hallo Welt!")
```

TI-Basic auf dem TI-89, TI-92 und ähnliche:
```
:test()
:Prgm
:ClrIO
:Disp "Hallo Welt!"
:EndPrgm
```

oder
```
:test()
:Prgm
:ClrIO
:Output 1,1,"Hallo Welt!"
:EndPrgm
```

TI-Basic auf dem TI-Nspire (mit oder ohne CAS):
```
Define test()=
Prgm
Disp "Hallo Welt!"
EndPrgm
```

### REALbasic
```
MsgBox "Hallo Welt!"
```

### Waba/ SuperWaba
```
import waba.ui.*;
import waba.fx.*;
```

```
public class HelloWorld extends MainWindow
{
```

```
  public void onPaint(Graphics g)
  {
    g.setColor(0, 0, 0);
    g.drawText("Hallo Welt!", 0, 0);
  }
}
```

### X++
```
static void HelloWorldJob(Args _args)
{
    ;
    Box::info("Hallo Welt!");
}
```

## Web-Technologien

### ColdFusion
```
<
cfoutput>Hallo Welt!
<
/cfoutput>
```

### Curl
```
{curl 5.0 applet}
Hallo Welt
```

### JavaServer Pages(JSP)
```
<
%
  out.print("Hallo Welt!");
%>
```

oder verkürzt
```
<
%="Hallo Welt!"%>
```

### Phalanger
```
<?
class Programm
{
       static function Main()
       {
               echo "Hallo Welt!\n";
               return 0;
       }
}
?>
```

### Microsoft Silverlight
VB.NET:
```
System.Console.WriteLine("Hallo Welt!")
```

Oder:
```
MessageBox.Show("Hallo Welt")
```

C#:
```
System.Console.WriteLine("Hallo Welt!");
```

### SNOBOL4
```
	OUTPUT = "Hallo Welt!"
END
```

### Xbase++
```
function main()
msgbox( "Hallo Welt!", "Mein erstes Xbase++ Programm" )
return .T.
```

### X++
```
print "Hallo Welt!\n";
pause;
```

oder
```
info("Hallo Welt!\n");
```

### Zonnon
```
module Main;
begin
    writeln("Hallo Welt!")
end Main.
```

## Esoterische Programmiersprachen

### ArnoldC
```
IT'S SHOWTIME
TALK TO THE HAND "Hello World"
YOU HAVE BEEN TERMINATED
```

### Beatnik
```
bet you comments secret
this file prints "Hello World!".
It really does! (said me)
Comments allowed
See 
zaaf.nl
 for the interpreter used.
Edit here
     we have reasons,
but whether mouse droppin' are holding up schools, feel if I want
letters.
Regardless of truth, agents are abandonin' units again.
Print between lines are separate works.
   load sequentially, include users explicitly. Later and evil can me over! (antinormal)
Does I says?
Dust duchess schools foolings. My, my, is iceleaf over genius imposed. Can Neo have decided systems?
But free flips become lines between continued stops. Start gets made standard.
Help! Old world skool really stink (really!) Prerent third closest
from weird deletion.
Interestingly!
```

### Befunge
```
"!tleW ollaH">,:v
             ^  _@
```

Oder:
```
"!tleW ollaH">:#,_@
```

### Brainfuck
```
++++++++++

[

 
>
+++++++
>
++++++++++
>
+++
>
+
<<<<
-

]
                     Schleife zur Vorbereitung der Textausgabe

>
++
.
                  'H'

>
---
.
                 'a'

+++++++++++
.
          'l'

.
                     'l'

+++
.
                  'o'

>
++
.
                  Leerzeichen

<<
+++++++++++++++
.
    'W'

++++++++++++++
.
       'e'

>
---
.
                 'l'

++++++++
.
             't'

>
+
.
                   '!'

>
.
                    Zeilenvorschub

```

#### Brainfuck2D
```
*                                          *0**************
 *                                        *                *
  *                                      *                  *
   *9*******************                *          *         *5***************
                       *               *          **                         *
                       *              *          * *                         *
                       *             *          *  *                         *
                       *            *          *   *                         *
                       *           **********0*    *                         *
                      *                            **********                *
                     *                                     *                 *
                    *                                     *                  *
                   *44****************************       *                   *
                                                  *     *                    *
                                                   *   *                     *
     ***********0*                                  * 0                      *
    *            *                          2**11    *                       *
   *             *                         *     0                           *
  *              *                        0       *                          *
 *               *           *****4*3*2*1*         *                        *
*               *           *                       *                      *
 0             *           *                         *                    *221*********
  *           *           *                           *                                *
   *         *           *                             *             *0****             *
    *       0           *                               *           *     *              *
     *     *****************************BRAINFUCK******************************************
      *               *                                   *       *       *
       *             *                                     *     *        *
        *           *                                 *     *0***         *
         *         *                                  **                  *
          *   *   *                                   * *                 *
           * * * *                                    *  *                *
            *   *                                     *********************
           * * * *                                         *
          *   *   *   *                                     *
         *         * * *                                     *8****************
        *           *   *                                                     *
       ***********0* *   * 0*1*1*2*1*1                                        *
                      *   *          *                *0******                *
                       * 0 *         *               *        *              *
                        *   0        *              *     *    *            *
                             *       *             *     **     *          *4*******
                             *       *            *     * *      *                  *
                             *       *           *     *  *       *                  *
                             *       *          *****0*   *****************************
                             *       *                              *
                             *       *                               *
                             *       *                                *
                             *      *                                  **2*2*2*2*2***
                             *     **1*****                                         *
                             *             *                                   *    *
                             *          *   *                                 *     *
                             *         **    *                               *      *
                             *        * *     *           *0**              *      *
                             *       *  *      *         *  0              *      *
                             *      *   *********       *  *              *      **2*2*
                             *     *                *242  *  *           *             *
                             *     0      *3*3*1****     *  * *         *               *
                             *     *     *              *  *   *       *                 *
                             **************************************************************
                                   *   *              *  *       *   *
                                   *  *    999991*   *  *         * *
                                   * *     0    *   *  *           *
                                   **      *   0   *  *           * *
                                   *       *  9999*  *           *****
                                           *        *
                                           *       *
                                            *     *
                                             *   *
                                              * *
                                               *
                                              * *22223
                                             *      *
                                            *      *
                                           *      *
                                          *      *
                                         ********
```

### Chef
```
Hallo Welt Souffle.
```

```
Ingredients.
72 g haricot beans
97 anchovies
108 g lard
111 cups oil
32 zucchinis
87 ml water
101 eggs
116 g sliced tomatoes
33 potatoes
```

```
Method.
Put potatoes into the mixing bowl. Put sliced tomatoes into the mixing bowl.
Put lard into the mixing bowl. Put eggs into the mixing bowl. Put water into
the mixing bowl. Put zucchinis into the mixing bowl. Put oil into the mixing
bowl. Put lard into the mixing bowl. Put lard into the mixing bowl. Put
anchovies into the mixing bowl. Put haricot beans into the mixing bowl.
Liquify contents of the mixing bowl. Pour contents of the mixing bowl into
the baking dish.
```

```
Serves 1.
```

### FiM++
```
Dear Princess Celestia: Hello World!
```

```
Today I learned something simple.
I said "Hallo, Welt!"!
That’s all about something simple!
```

```
Your faithful student, Twilight Sparkle.
```

### HQ9+
Zweck der Sprache ist unter anderem das einfache Schreiben von Hallo-Welt-Programmen.
```
 H
```

### INTERCAL
```
 PLEASE DO ,1 &lt;- #13
 DO ,1 SUB #1 &lt;- #238
 DO ,1 SUB #2 &lt;- #112
 DO ,1 SUB #3 &lt;- #112
 DO ,1 SUB #4 &lt;- #0
 DO ,1 SUB #5 &lt;- #64
 DO ,1 SUB #6 &lt;- #238
 DO ,1 SUB #7 &lt;- #26

 DO ,1 SUB #8 &lt;- #248
 DO ,1 SUB #9 &lt;- #168
 DO ,1 SUB #10 &lt;- #24
 DO ,1 SUB #11 &lt;- #16
 DO ,1 SUB #12 &lt;- #158
 DO ,1 SUB #13 &lt;- #52
 PLEASE READ OUT ,1
 PLEASE GIVE UP

```

### Java2K
Da es sich bei Java2K um eine wahrscheinlichkeitstheoretische Sprache handelt, lässt sich auch nur zu einer gewissen Wahrscheinlichkeit ein "Hello World" schreiben.
```
1 1 /125 /131 /119 /125 /11 6/*/_\/_\/125 /13 2
/*/_\/_\\/131 /119 /125 /11 6/*/_\/_\/125 /13 2
/*/_\/_\\/119 /125 /11 6/*/_\/_\/125 /13 2/*/_\
/_\\\\/131 /119 /125 /11 6/*/_\/_\/125 /13 2/*/
_\/_\\/131 /119 /125 /11 6/*/_\/_\/125 /13 2/*/
_\/_\\/131 /119 /125 /11 6/*/_\/_\/125 /13 2/*/
_\/_\\/131 /119 /125 /11 6/*/_\/_\/125 /13 2/*/
_\/_\\/131 /119 /125 /11 6/*/_\/_\/125 /13 2/*/
_\/_\\/119 /125 /11 6/*/_\/_\/125 /13 2/*/_\/_\
\\\\\\\/*\1 1 /125 /119 /11 6/*/_\/13 2/*/_\\/
125 /131 /119 /125 /11 6/*/_\/_\/125 /13 2/*/_\
/_\\/119 /125 /11 6/*/_\/_\/125 /13 2/*/_\/_\\\
/125 /131 /119 /125 /11 6/*/_\/_\/125 /13 2/*/_
\/_\\/131 /119 /125 /11 6/*/_\/_\/125 /13 2/*/_
\/_\\/131 /119 /125 /11 6/*/_\/_\/125 /13 2/*/_
\/_\\/131 /119 /125 /11 6/*/_\/_\/125 /13 2/*/_
\/_\\/119 /125 /11 6/*/_\/_\/125 /13 2/*/_\/_\\
\\\\/131 /119 /125 /11 6/*/_\/_\/125 /13 2/*/_\
/_\\/131 /119 /125 /11 6/*/_\/_\/125 /13 2/*/_\
/_\\/131 /119 /125 /11 6/*/_\/_\/125 /13 2/*/_\
/_\\/131 /119 /125 /11 6/*/_\/_\/125 /13 2/*/_\
/_\\/131 /119 /125 /11 6/*/_\/_\/125 /13 2/*/_\
/_\\/119 /125 /11 6/*/_\/_\/125 /13 2/*/_\/_\\\
\\\\\\\/*\1 1 /125 /131 /119 /125 /11 6/*/_\/_\
/125 /13 2/*/_\/_\\/119 /125 /11 6/*/_\/_\/
125 /13 2/*/_\/_\\\/125 /131 /119 /125 /11 6/*/
_\/_\/125 /13 2/*/_\/_\\/131 /119 /125 /11 6/*/
_\/_\/125 /13 2/*/_\/_\\/119 /125 /11 6/*/_\/_\
/125 /13 2/*/_\/_\\\\/125 /131 /119 /125 /11 6/
*/_\/_\/125 /13 2/*/_\/_\\/131 /119 /125 /11 6/
*/_\/_\/125 /13 2/*/_\/_\\/131 /119 /125 /11 6/
*/_\/_\/125 /13 2/*/_\/_\\/131 /119 /125 /11 6/
*/_\/_\/125 /13 2/*/_\/_\\/119 /125 /11 6/*/_\/
_\/125 /13 2/*/_\/_\\\\\\/131 /119 /125 /11 6/*
/_\/_\/125 /13 2/*/_\/_\\/131 /119 /125 /11 6/*
/_\/_\/125 /13 2/*/_\/_\\/131 /119 /125 /11 6/*
/_\/_\/125 /13 2/*/_\/_\\/131 /119 /125 /11 6/*
/_\/_\/125 /13 2/*/_\/_\\/131 /119 /125 /11 6/*
/_\/_\/125 /13 2/*/_\/_\\/119 /125 /11 6/*/_\/_
\/125 /13 2/*/_\/_\\\\\\\\\\/*\1 1 /125 /131 /
119 /125 /11 6/*/_\/_\/125 /13 2/*/_\/_\\/119 /
125 /11 6/*/_\/_\/125 /13 2/*/_\/_\\\/125 /
131 /119 /125 /11 6/*/_\/_\/125 /13 2/*/_\/_\\/
131 /119 /125 /11 6/*/_\/_\/125 /13 2/*/_\/_\\/
119 /125 /11 6/*/_\/_\/125 /13 2/*/_\/_\\\\/
125 /131 /119 /125 /11 6/*/_\/_\/125 /13 2/*/_\
/_\\/131 /119 /125 /11 6/*/_\/_\/125 /13 2/*/_\
/_\\/131 /119 /125 /11 6/*/_\/_\/125 /13 2/*/_\
/_\\/131 /119 /125 /11 6/*/_\/_\/125 /13 2/*/_\
/_\\/119 /125 /11 6/*/_\/_\/125 /13 2/*/_\/_\\\
\\\/131 /119 /125 /11 6/*/_\/_\/125 /13 2/*/_\/
_\\/131 /119 /125 /11 6/*/_\/_\/125 /13 2/*/_\/
_\\/131 /119 /125 /11 6/*/_\/_\/125 /13 2/*/_\/
_\\/131 /119 /125 /11 6/*/_\/_\/125 /13 2/*/_\/
_\\/131 /119 /125 /11 6/*/_\/_\/125 /13 2/*/_\/
_\\/119 /125 /11 6/*/_\/_\/125 /13 2/*/_\/_\\\\
\\\\\\/*\1 1 /125 /119 /11 6/*/_\/13 2/*/_\\/
125 /119 /125 /11 6/*/_\/_\/125 /13 2/*/_\/_\\/
125 /131 /119 /125 /11 6/*/_\/_\/125 /13 2/*/_\
/_\\/119 /125 /11 6/*/_\/_\/125 /13 2/*/_\/_\\\
/125 /131 /119 /125 /11 6/*/_\/_\/125 /13 2/*/_
\/_\\/131 /119 /125 /11 6/*/_\/_\/125 /13 2/*/_
\/_\\/119 /125 /11 6/*/_\/_\/125 /13 2/*/_\/_\\
\\/125 /131 /119 /125 /11 6/*/_\/_\/125 /13 2/*
/_\/_\\/131 /119 /125 /11 6/*/_\/_\/125 /13 2/*
/_\/_\\/131 /119 /125 /11 6/*/_\/_\/125 /13 2/*
/_\/_\\/131 /119 /125 /11 6/*/_\/_\/125 /13 2/*
/_\/_\\/119 /125 /11 6/*/_\/_\/125 /13 2/*/_\/_
\\\\\\/131 /119 /125 /11 6/*/_\/_\/125 /13 2/*/
_\/_\\/131 /119 /125 /11 6/*/_\/_\/125 /13 2/*/
_\/_\\/131 /119 /125 /11 6/*/_\/_\/125 /13 2/*/
_\/_\\/131 /119 /125 /11 6/*/_\/_\/125 /13 2/*/
_\/_\\/131 /119 /125 /11 6/*/_\/_\/125 /13 2/*/
_\/_\\/119 /125 /11 6/*/_\/_\/125 /13 2/*/_\/_\
\\\\\\\\\\\/*\1 1 /125 /131 /119 /125 /11 6/*/_
\/_\/125 /13 2/*/_\/_\\/119 /125 /11 6/*/_\/_\/
125 /13 2/*/_\/_\\\/125 /131 /119 /125 /11 6/*/
_\/_\/125 /13 2/*/_\/_\\/131 /119 /125 /11 6/*/
_\/_\/125 /13 2/*/_\/_\\/119 /125 /11 6/*/_\/_\
/125 /13 2/*/_\/_\\\\/131 /119 /125 /11 6/*/_\/
_\/125 /13 2/*/_\/_\\/131 /119 /125 /11 6/*/_\/
_\/125 /13 2/*/_\/_\\/131 /119 /125 /11 6/*/_\/
_\/125 /13 2/*/_\/_\\/131 /119 /125 /11 6/*/_\/
_\/125 /13 2/*/_\/_\\/119 /125 /11 6/*/_\/_\/
125 /13 2/*/_\/_\\\\\\\\/*\1 1 /131 /119 /125 /
11 6/*/_\/_\/125 /13 2/*/_\/_\\/131 /119 /125 /
11 6/*/_\/_\/125 /13 2/*/_\/_\\/131 /119 /125 /
11 6/*/_\/_\/125 /13 2/*/_\/_\\/131 /119 /125 /
11 6/*/_\/_\/125 /13 2/*/_\/_\\/119 /125 /11 6/
*/_\/_\/125 /13 2/*/_\/_\\\\\\/*\1 1 /125 /
119 /11 6/*/_\/13 2/*/_\\/125 /119 /125 /11 6/*
/_\/_\/125 /13 2/*/_\/_\\/125 /131 /119 /125 /
11 6/*/_\/_\/125 /13 2/*/_\/_\\/119 /125 /11 6/
*/_\/_\/125 /13 2/*/_\/_\\\/125 /131 /119 /
125 /11 6/*/_\/_\/125 /13 2/*/_\/_\\/131 /119 /
125 /11 6/*/_\/_\/125 /13 2/*/_\/_\\/131 /119 /
125 /11 6/*/_\/_\/125 /13 2/*/_\/_\\/119 /125 /
11 6/*/_\/_\/125 /13 2/*/_\/_\\\\\/131 /119 /
125 /11 6/*/_\/_\/125 /13 2/*/_\/_\\/131 /119 /
125 /11 6/*/_\/_\/125 /13 2/*/_\/_\\/131 /119 /
125 /11 6/*/_\/_\/125 /13 2/*/_\/_\\/131 /119 /
125 /11 6/*/_\/_\/125 /13 2/*/_\/_\\/131 /119 /
125 /11 6/*/_\/_\/125 /13 2/*/_\/_\\/119 /125 /
11 6/*/_\/_\/125 /13 2/*/_\/_\\\\\\\\\\\/*\
1 1 /125 /119 /11 6/*/_\/13 2/*/_\\/125 /119 /
125 /11 6/*/_\/_\/125 /13 2/*/_\/_\\/125 /131 /
119 /125 /11 6/*/_\/_\/125 /13 2/*/_\/_\\/119 /
125 /11 6/*/_\/_\/125 /13 2/*/_\/_\\\/125 /
131 /119 /125 /11 6/*/_\/_\/125 /13 2/*/_\/_\\/
131 /119 /125 /11 6/*/_\/_\/125 /13 2/*/_\/_\\/
119 /125 /11 6/*/_\/_\/125 /13 2/*/_\/_\\\\/
125 /131 /119 /125 /11 6/*/_\/_\/125 /13 2/*/_\
/_\\/131 /119 /125 /11 6/*/_\/_\/125 /13 2/*/_\
/_\\/131 /119 /125 /11 6/*/_\/_\/125 /13 2/*/_\
/_\\/131 /119 /125 /11 6/*/_\/_\/125 /13 2/*/_\
/_\\/119 /125 /11 6/*/_\/_\/125 /13 2/*/_\/_\\\
\\\/131 /119 /125 /11 6/*/_\/_\/125 /13 2/*/_\/
_\\/131 /119 /125 /11 6/*/_\/_\/125 /13 2/*/_\/
_\\/131 /119 /125 /11 6/*/_\/_\/125 /13 2/*/_\/
_\\/131 /119 /125 /11 6/*/_\/_\/125 /13 2/*/_\/
_\\/131 /119 /125 /11 6/*/_\/_\/125 /13 2/*/_\/
_\\/119 /125 /11 6/*/_\/_\/125 /13 2/*/_\/_\\\\
\\\\\\\\/*\1 1 /125 /119 /125 /11 6/*/_\/_\/
125 /13 2/*/_\/_\\/125 /131 /119 /125 /11 6/*/_
\/_\/125 /13 2/*/_\/_\\/131 /119 /125 /11 6/*/_
\/_\/125 /13 2/*/_\/_\\/131 /119 /125 /11 6/*/_
\/_\/125 /13 2/*/_\/_\\/119 /125 /11 6/*/_\/_\/
125 /13 2/*/_\/_\\\\\/125 /131 /119 /125 /11 6/
*/_\/_\/125 /13 2/*/_\/_\\/131 /119 /125 /11 6/
*/_\/_\/125 /13 2/*/_\/_\\/131 /119 /125 /11 6/
*/_\/_\/125 /13 2/*/_\/_\\/131 /119 /125 /11 6/
*/_\/_\/125 /13 2/*/_\/_\\/119 /125 /11 6/*/_\/
_\/125 /13 2/*/_\/_\\\\\\/131 /119 /125 /11 6/*
/_\/_\/125 /13 2/*/_\/_\\/131 /119 /125 /11 6/*
/_\/_\/125 /13 2/*/_\/_\\/131 /119 /125 /11 6/*
/_\/_\/125 /13 2/*/_\/_\\/131 /119 /125 /11 6/*
/_\/_\/125 /13 2/*/_\/_\\/131 /119 /125 /11 6/*
/_\/_\/125 /13 2/*/_\/_\\/119 /125 /11 6/*/_\/_
\/125 /13 2/*/_\/_\\\\\\\\\\/*\1 1 /125 /131 /
119 /125 /11 6/*/_\/_\/125 /13 2/*/_\/_\\/119 /
125 /11 6/*/_\/_\/125 /13 2/*/_\/_\\\/125 /
131 /119 /125 /11 6/*/_\/_\/125 /13 2/*/_\/_\\/
131 /119 /125 /11 6/*/_\/_\/125 /13 2/*/_\/_\\/
119 /125 /11 6/*/_\/_\/125 /13 2/*/_\/_\\\\/
125 /131 /119 /125 /11 6/*/_\/_\/125 /13 2/*/_\
/_\\/131 /119 /125 /11 6/*/_\/_\/125 /13 2/*/_\
/_\\/131 /119 /125 /11 6/*/_\/_\/125 /13 2/*/_\
/_\\/131 /119 /125 /11 6/*/_\/_\/125 /13 2/*/_\
/_\\/119 /125 /11 6/*/_\/_\/125 /13 2/*/_\/_\\\
\\\/131 /119 /125 /11 6/*/_\/_\/125 /13 2/*/_\/
_\\/131 /119 /125 /11 6/*/_\/_\/125 /13 2/*/_\/
_\\/131 /119 /125 /11 6/*/_\/_\/125 /13 2/*/_\/
_\\/131 /119 /125 /11 6/*/_\/_\/125 /13 2/*/_\/
_\\/131 /119 /125 /11 6/*/_\/_\/125 /13 2/*/_\/
_\\/119 /125 /11 6/*/_\/_\/125 /13 2/*/_\/_\\\\
\\\\\\/*\1 1 /125 /131 /119 /125 /11 6/*/_\/_\/
125 /13 2/*/_\/_\\/119 /125 /11 6/*/_\/_\/125 /
13 2/*/_\/_\\\/125 /131 /119 /125 /11 6/*/_\/_\
/125 /13 2/*/_\/_\\/131 /119 /125 /11 6/*/_\/_\
/125 /13 2/*/_\/_\\/131 /119 /125 /11 6/*/_\/_\
/125 /13 2/*/_\/_\\/131 /119 /125 /11 6/*/_\/_\
/125 /13 2/*/_\/_\\/119 /125 /11 6/*/_\/_\/
125 /13 2/*/_\/_\\\\\\/131 /119 /125 /11 6/*/_\
/_\/125 /13 2/*/_\/_\\/131 /119 /125 /11 6/*/_\
/_\/125 /13 2/*/_\/_\\/131 /119 /125 /11 6/*/_\
/_\/125 /13 2/*/_\/_\\/131 /119 /125 /11 6/*/_\
/_\/125 /13 2/*/_\/_\\/131 /119 /125 /11 6/*/_\
/_\/125 /13 2/*/_\/_\\/119 /125 /11 6/*/_\/_\/
125 /13 2/*/_\/_\\\\\\\\\/*\342//3427/*_/\_
```

### Lolcode
```
HAI
CAN HAS STDIO?
VISIBLE “HAI WORLD!”
KTHXBYE
```

### Malbolge
```
(=
<
`:9876Z4321UT.-Q+*)M'&%$H"!~}|Bzy?=|{z]KwZY44Eq0/{mlk**hKs_dG5
[m_BA{?-Y;;Vb'rR5431M}/.zHGwEDCBA@98\6543W10/.R,+O
<
```

### MorsedC
MorsedC Programme sind einfache C Programme ins Morse-Alphabet übersetzt. (Das "#" wird als "#" geschrieben, Klammern "\", Kommentare "//")
```
#.. -. -.-. .-.. ..- -.. . ... - -.. .. --- .-.-.- .... -.-.-.\                     
// #include<stdio.h>

..
 
-
.
 
-
 
--
 
.
-
 
..
 
-
.
 
-
.
--
.
 
-
.
--
.
-
\
                                                   
// int main {

.
--
.
 
.
-
.
 
..
 
-
.
 
-
 
..
-
.
 
-
.
--
.
 
....
 
.
 
.
-
..
 
.
-
..
 
---
 
.
--
 
---
 
.
-
.
 
.
-
..
 
-
..
 
-
.
--
.
-
 
-
.
-
.
-
.
 
// printf("Hello world");

.
-
.
 
.
 
-
 
..
-
 
.
-
.
 
-
.
 
-----
 
-
.
-
.
-
.
                                                     
// return 0;

\
                                                                                   
// }

```

### Ook!
```
Ook. Ook? Ook. Ook. Ook. Ook. Ook. Ook. Ook. Ook. Ook. Ook. Ook. Ook. Ook. Ook.
Ook. Ook. Ook. Ook. Ook! Ook? Ook? Ook. Ook. Ook. Ook. Ook. Ook. Ook. Ook. Ook.
Ook. Ook. Ook. Ook. Ook. Ook. Ook. Ook. Ook. Ook? Ook! Ook! Ook? Ook! Ook? Ook.
Ook! Ook. Ook. Ook? Ook. Ook. Ook. Ook. Ook. Ook. Ook. Ook. Ook. Ook. Ook. Ook.
Ook. Ook. Ook! Ook? Ook? Ook. Ook. Ook. Ook. Ook. Ook. Ook. Ook. Ook. Ook. Ook?
Ook! Ook! Ook? Ook! Ook? Ook. Ook. Ook. Ook! Ook. Ook. Ook. Ook. Ook. Ook. Ook.
Ook. Ook. Ook. Ook. Ook. Ook. Ook. Ook. Ook! Ook. Ook! Ook. Ook. Ook. Ook. Ook.
Ook. Ook. Ook! Ook. Ook. Ook? Ook. Ook? Ook. Ook? Ook. Ook. Ook. Ook. Ook. Ook.
Ook. Ook. Ook. Ook. Ook. Ook. Ook. Ook. Ook. Ook. Ook! Ook? Ook? Ook. Ook. Ook.
Ook. Ook. Ook. Ook. Ook. Ook. Ook. Ook? Ook! Ook! Ook? Ook! Ook? Ook. Ook! Ook.
Ook. Ook? Ook. Ook? Ook. Ook? Ook. Ook. Ook. Ook. Ook. Ook. Ook. Ook. Ook. Ook.
Ook. Ook. Ook. Ook. Ook. Ook. Ook. Ook. Ook. Ook. Ook! Ook? Ook? Ook. Ook. Ook.
Ook. Ook. Ook. Ook. Ook. Ook. Ook. Ook. Ook. Ook. Ook. Ook. Ook. Ook. Ook. Ook.
Ook. Ook? Ook! Ook! Ook? Ook! Ook? Ook. Ook! Ook! Ook! Ook! Ook! Ook! Ook! Ook.
Ook? Ook. Ook? Ook. Ook? Ook. Ook? Ook. Ook! Ook. Ook. Ook. Ook. Ook. Ook. Ook.
Ook! Ook. Ook! Ook! Ook! Ook! Ook! Ook! Ook! Ook! Ook! Ook! Ook! Ook! Ook! Ook.
Ook! Ook! Ook! Ook! Ook! Ook! Ook! Ook! Ook! Ook! Ook! Ook! Ook! Ook! Ook! Ook!
Ook! Ook. Ook. Ook? Ook. Ook? Ook. Ook. Ook! Ook.
```

#### Hohoho!
Variante von Ook!, die speziell auf den Wortschatz des Weihnachtsmanns zugeschnitten ist.
```
Ho! Ho! Ho! Ho! Ho! Ho! Ho! Ho! Ho! Ho! Ho! Ho! Ho! Ho! Ho! Ho! Ho! Ho! Ho! Ho! Ho! Ho! Ho! Ho! Ho! Ho!
Ho! Ho! Ho! Ho! Hohoho! Ho! Hoho! Ho! Ho! Ho! Ho! Ho! Ho! Ho! Ho! Ho! Ho! Ho! Ho! Ho! Ho! Ho! Ho! Ho!
Ho! Ho! Ho! Ho! Ho! Hoho! Ho! Ho! Ho! Ho! Ho! Ho! Ho! Ho! Ho! Ho! Ho! Ho! Ho! Ho! Ho! Ho! Ho! Ho! Ho!
Ho! Ho! Ho! Ho! Ho! Ho! Ho! Ho! Ho! Ho! Ho! Ho! Hoho! Ho! Ho! Ho! Ho! Ho! Ho! Ho! Ho! Ho! Ho! Hoho! Ho!
Ho! Hoho! Ho! Hoho! Ho! Hoho! Ho! Hoho! Ho! Hohohohohoho! Ho! Ho! Hoho! Ho! Ho! Ho! Ho! Ho! Hoho! Hoho! Ho!
Hoho! Ho! Ho! Hoho! Hoho! Ho! Ho! Ho! Ho! Ho! Ho! Ho! Ho! Ho! Ho! Ho! Ho! Ho! Ho! Ho! Ho! Ho! Ho! Ho!
Ho! Hoho! Hohoho! Hoho! Ho! Ho! Ho! Ho! Ho! Ho! Ho! Ho! Hoho! Hoho! Ho! Hoho! Ho! Ho! Ho! Ho! Ho! Hoho!
Hohoho! Ho! Hoho! Ho! Ho! Ho! Ho! Ho! Ho! Ho! Ho! Ho! Ho! Ho! Ho! Ho! Ho! Ho! Ho! Ho! Ho! Ho! Ho! Ho! Ho! Ho!
Ho! Ho! Ho! Ho! Ho! Ho! Ho! Ho! Ho! Ho! Ho! Ho! Ho! Ho! Ho! Ho! Ho! Ho! Ho! Ho! Ho! Ho! Ho! Hoho! Hoho!
Ho! Hohoho! Hoho! Ho! Ho! Ho! Ho! Ho! Ho! Ho! Ho! Hoho! Hohohohohohohohohohohohohohohohohohohohoho!
Hohohohohohohohohohohohohohohohohohohohohohohohohohoho! Hoho! Ho! Hoho! Ho! Ho! Hoho! Hoho!
```

### Piet
```

```

Bei Piet ist der Quelltext eine GIF-Bilddatei.

### Shakespeare Programming Language
Das folgende Programm ist 1:1 das Hello World Programm, das sich im Anhang 1 der offiziellen Sprachdokumentation findet:
```
The Infamous Hello World Program.
```

```
Romeo, a young man with a remarkable patience.
Juliet, a likewise young woman of remarkable grace.
Ophelia, a remarkable woman much in dispute with Hamlet.
Hamlet, the flatterer of Andersen Insulting A/S.
```

```
                    Act I: Hamlet’s insults and flattery.
```

```
                    Scene I: The insulting of Romeo.
```

```
[Enter Hamlet and Romeo]
```

```
Hamlet:
 You lying stupid fatherless big smelly half-witted coward!
 You are as stupid as the difference between a handsome rich brave
 hero and thyself! Speak your mind!
```

```
 You are as brave as the sum of your fat little stuffed misused dusty
 old rotten codpiece and a beautiful fair warm peaceful sunny summer’s
 day. You are as healthy as the difference between the sum of the
 sweetest reddest rose and my father and yourself! Speak your mind!
```

```
 You are as cowardly as the sum of yourself and the difference
 between a big mighty proud kingdom and a horse. Speak your mind.
```

```
 Speak your mind!
```

```
[Exit Romeo]
```

```
                    Scene II: The praising of Juliet.
```

```
[Enter Juliet]
```

```
Hamlet:
 Thou art as sweet as the sum of the sum of Romeo and his horse and his
 black cat! Speak thy mind!
```

```
[Exit Juliet]
```

```
                    Scene III: The praising of Ophelia.
```

```
[Enter Ophelia]
```

```
Hamlet:
 Thou art as lovely as the product of a large rural town and my amazing
 bottomless embroidered purse. Speak thy mind!
```

```
 Thou art as loving as the product of the bluest clearest sweetest sky
 and the sum of a squirrel and a white horse. Thou art as beautiful as
 the difference between Juliet and thyself. Speak thy mind!
```

```
[Exeunt Ophelia and Hamlet]
```

```
                    Act II: Behind Hamlet’s back.
```

```
                    Scene I: Romeo and Juliet’s conversation.
```

```
[Enter Romeo and Juliet]
```

```
Romeo:
 Speak your mind. You are as worried as the sum of yourself and the
 difference between my small smooth hamster and my nose. Speak your
 mind!
```

```
Juliet:
 Speak YOUR mind! You are as bad as Hamlet! You are as small as the
 difference between the square of the difference between my little pony
 and your big hairy hound and the cube of your sorry little
 codpiece. Speak your mind!
```

```
[Exit Romeo]
```

```
                    Scene II: Juliet and Ophelia’s conversation.
```

```
[Enter Ophelia]
```

```
Juliet:
 Thou art as good as the quotient between Romeo and the sum of a small
 furry animal and a leech. Speak your mind!
```

```
Ophelia:
 Thou art as disgusting as the quotient between Romeo and twice the
 difference between a mistletoe and an oozing infected blister! Speak
 your mind!
```

```
[Exeunt]
```

### Turingmaschine
Die folgende Turingmaschine schreibt "Hallo, Welt!" auf das Band und hält dann. Die Turingmaschine akzeptiert jede Eingabe. Das leere Feld wird durch ein Leerzeichen dargestellt. Die Turingmaschine beginnt mit dem Zustand 1 und hält beim Erreichen des Zustandes 13. Das Bandalphabet besteht aus den Symbolen  !,HWaelot.
Es gelten folgende Übergangsrelationen
| Zustand | lesen    | schreiben | Kopfbewegung | neuer Zustand |
| ------- | -------- | --------- | ------------ | ------------- |
| 1       | beliebig | H         | rechts       | 2             |
| 2       | beliebig | a         | rechts       | 3             |
| 3       | beliebig | l         | rechts       | 4             |
| 4       | beliebig | l         | rechts       | 5             |
| 5       | beliebig | o         | rechts       | 6             |
| 6       | beliebig | ,         | rechts       | 7             |
| 7       | beliebig |           | rechts       | 8             |
| 8       | beliebig | W         | rechts       | 9             |
| 9       | beliebig | e         | rechts       | 10            |
| 10      | beliebig | l         | rechts       | 11            |
| 11      | beliebig | t         | rechts       | 12            |
| 12      | beliebig | !         | keine        | 13            |

### TrumpScript
```
What are we in this country
Hillary speaks nothing but lies
But look at me I came to this election to make guys
believe again
believe in fact
if all of us real lies the light; : say "VOTE TRUMP"!
but I know we should be free
else the result will be bad: all the work of George
Washington was for nothing
so this election say "Hello, World" say "TRUMP FOR PRESIDENT"!
America is great.
```

### Unlambda
```
```s``sii`ki
 ``s``s`ks
     ``s``s`ks``s`k`s`kr
               ``s`k`si``s`k`s`k
                               `d````````````.H.e.l.l.o.,. .w.o.r.l.d.!
                        k
      k
  `k``s``s`ksk`k.*

```

```
[
3
]
```

### Whitespace
```
   
   	  	   
		    	
   		  	 	
		    	 
   		 		  
		    		
   		 		  
		    
	  
   		 				
		    	 	
   	 		  
		    		 
   	     
		    			
   			 			
		  
  	   
   		 				
		    	  	
   			  	 
		    	 	 
   		 		  
		    	 		
   		  
	  
		    		  
   	    	
		    		 	
   		 	
		    			 
   	 	 
		    				
    
	
	     

    	
 
 			 
 
	  	 
	
     	
	   
 
  	

   	 

```

… und in übersichtlicher Form als Leerzeichen und Tab (ACHTUNG: die Leerzeichen zwischen den einzelnen Zeichen dienen der Übersichtlichkeit und gehören nicht zum Quellcode!):
```
 
 
 
 
 
 

 
 
 
 
 
 
	
 
 
 
 
 
	
 
 
 
 
 
 
 

	
 
	
 
 
 
 
 
 
 
 
 
	
 

 
 
 
 
 
 
	
 
	
 
 
 
 
 
	
 
 
 
	
 

	
 
	
 
 
 
 
 
 
 
 
 
	
 
 
 

 
 
 
 
 
 
	
 
	
 
 
 
	
 
	
 
 
 
 
 

	
 
	
 
 
 
 
 
 
 
 
 
	
 
	
 

 
 
 
 
 
 
	
 
	
 
 
 
	
 
	
 
 
 
 
 

	
 
	
 
 
 
 
 
 
 
 
 

	
 
 
 
 
 

 
 
 
 
 
 
	
 
	
 
 
 
	
 
	
 
	
 
	
 

	
 
	
 
 
 
 
 
 
 
 
 
	
 
 
 
	
 

 
 
 
 
 
 
	
 
 
 
	
 
	
 
 
 
 
 

	
 
	
 
 
 
 
 
 
 
 
 
	
 
	
 
 
 

 
 
 
 
 
 
	
 
 
 
 
 
 
 
 
 
 
 

	
 
	
 
 
 
 
 
 
 
 
 
	
 
	
 
	
 

 
 
 
 
 
 
	
 
	
 
	
 
 
 
	
 
	
 
	
 

	
 
	
 
 
 
 
 

 
 
 
 
	
 
 
 
 
 
 
 

 
 
 
 
 
 
	
 
	
 
 
 
	
 
	
 
	
 
	
 

	
 
	
 
 
 
 
 
 
 
 
 
	
 
 
 
 
 
	
 

 
 
 
 
 
 
	
 
	
 
	
 
 
 
 
 
	
 
 
 

	
 
	
 
 
 
 
 
 
 
 
 
	
 
 
 
	
 
 
 

 
 
 
 
 
 
	
 
	
 
 
 
	
 
	
 
 
 
 
 

	
 
	
 
 
 
 
 
 
 
 
 
	
 
 
 
	
 
	
 

 
 
 
 
 
 
	
 
	
 
 
 
 
 

	
 
 
 
 
 

	
 
	
 
 
 
 
 
 
 
 
 
	
 
	
 
 
 
 
 

 
 
 
 
 
 
	
 
 
 
 
 
 
 
 
 
	
 

	
 
	
 
 
 
 
 
 
 
 
 
	
 
	
 
 
 
	
 

 
 
 
 
 
 
	
 
	
 
 
 
	
 

	
 
	
 
 
 
 
 
 
 
 
 
	
 
	
 
	
 
 
 

 
 
 
 
 
 
	
 
 
 
	
 
 
 

	
 
	
 
 
 
 
 
 
 
 
 
	
 
	
 
	
 
	
 

 
 
 
 
 
 
 
 

	
 

	
 
 
 
 
 
 
 
 
 
 
 

 
 
 
 
 
 
 
 
	
 

 
 

 
 
	
 
	
 
	
 
 
 

 
 

	
 
 
 
 
 
	
 
 
 

	
 

 
 
 
 
 
 
 
 
 
 
	
 

	
 
 
 
 
 
 
 

 
 

 
 
 
 
	
 

 
 
 
 
 
 
	
 
 
 

```

### Zombie
```
HelloWorld is a zombie
   summon
       task SayHello
           say "Hallo Welt!"
       animate
   animate
```

## Textauszeichnungssprachen
Die folgenden Sprachen sind keine Programmier-, sondern Textauszeichnungssprachen, also Sprachen, mit denen man einen im Computer gespeicherten Text für die Ausgabe auf dem Bildschirm oder mit dem Drucker formatieren kann. Analog zum Hallo-Welt-Programm ist ein Hallo-Welt-Dokument in einer dieser Sprachen ein Beispieldokument, das nur den Text "Hallo Welt!" enthält.

### DocBook
```
<?xml version="1.0" encoding="UTF-8" ?>

<article
 
xmlns=
"http://docbook.org/ns/docbook"
>

	
<articleinfo>

		
<title>
Hallo,
 
Welt!
</title>

		
<author>
Michel
 
Mustermann
</author>

	
</articleinfo>

	
<para>

		
Hallo,
 
Welt!

	
</para>

</article>

```

### Graphviz
digraph G {Hallo->Welt}

### Groff
```
\f(CW
Hallo Welt

```

### HTML
Die folgenden Beispiele verwenden HTML5, andere HTML-Versionen unterscheiden sich leicht in der Syntax. Dies betrifft die Angabe des Dokumenttyps und der Zeichenkodierung.

#### Ohne Tag-Auslassung
In HTML-Versionen, die auf XML basieren (also den neueren), darf das schließende Tag nicht ausgelassen werden. Bei Elementen ohne Inhalt wird das schließende Tag quasi durch ein / vor der schließenden spitzen Klammer ersetzt.
```
<!DOCTYPE html>

<
html
>

  
<
head
>

    
<
title
>
Hallo Welt!
</
title
>

    
<
meta
 
charset
=
"utf-8"
 
/>
     
<!-- nota bene: " />"!!! -->

  
</
head
>

  
<
body
>

    
<
p
>
Hallo Welt!
</
p
>

  
</
body
>

</
html
>

```

#### XHTML
Im folgenden Beispiel wird ausdrücklich deklariert, dass das HTML auf XML basiert; hier wäre das Auslassen von Tags also vom Standard schlicht verboten:
```
<?xml version="1.0" encoding="utf-8"?>

<!DOCTYPE html PUBLIC "-//W3C//DTD XHTML 1.1//EN"

   "http://www.w3.org/TR/xhtml11/DTD/xhtml11.dtd">

<html
 
xmlns=
"http://www.w3.org/1999/xhtml"
>

  
<head>

    
<title>
Hallo
 
Welt!
</title>

  
</head>

  
<body>

    
<p>
Hallo
 
Welt!
</p>

  
</body>

</html>

```

#### Mit Tag-Auslassung
Bei HTML-Versionen, die noch auf SGML basieren (d. h. die älteren) ist die Auslassung bestimmter Tags (hier: <html>…</html>, <head>…</head>, <body>…</body> und das schließende </p>-Tag) formal zulässig, sofern sich das Ende des Elements zwingend aus dem Kontext ergibt. Der SGML-Standard erlaubte das, weil das ganze Markup noch von Hand getippt werden musste und so eine Menge Tipperei entfiel. Heutzutage fügen alle HTML-Editoren Markup automatisch ein, deshalb wird dieses Feature eigentlich nicht mehr benutzt, kann sich aber in älteren Seiten noch finden.
Der XML-Standard (die Weiterentwicklung von SGML) hat dieses Feature konsequenterweise abgeschafft, so dass die heutigen HTML-Versionen, die alle auf XML basieren (auch XHTML genannt), das End-Tag verlangen (s. o.).
```
<!DOCTYPE html>

<!-- <html> und <head> können weggelassen werden, weil sie IMMER als erstes kommen -->

<
title
>
Hallo Welt!
</
title
>

<
meta
 
charset
=
"utf-8"
>
          
<!-- <meta> ist IMMER leer -->

<!-- da <p> nur in <body> erlaubt ist, ist klar, dass hier wohl <body> anfängt,

     und wo <body> anfängt, muss <head> vorher enden, also auch kein </head>: -->

<
p
>
Hallo Welt!

<!-- sämtliche hier eigentlich noch ausstehenden End-Tags, also </p>, </body> und </html>,

     können einfach weggelassen werden, weil sie sich aus dem Kontext (Ende des Dokuments)

     zwingend ergeben -->

```

Ohne die erklärenden Kommentare wird deutlich, wie viel Tipparbeit früher mit diesem Feature gespart werden konnte:
```
<!DOCTYPE html>

<
title
>
Hallo Welt!
</
title
>

<
meta
 
charset
=
"utf-8"
>

<
p
>
Hallo Welt!

```

### OpenSCAD
```
text("Hallo Welt");
```

### PostScript
PostScript findet primär Anwendung als Seitenbeschreibungssprache. Trotzdem ist es eine Stack-basierte, Turing-vollständige Programmiersprache.
```
%!
/Courier findfont    % Schrift auswählen
20 scalefont         % auf Schriftgröße 20 skalieren
setfont              % zum aktuellen Zeichensatz machen
50 50 moveto         % (50, 50) als aktuelle Schreibposition setzen
(Hallo Welt!) show   % und dort den Text ausgeben
showpage             % Seite ausgeben
```

### RTF
```
{\rtf1\ansi\deff0

{\fonttbl {\f0 Courier New;}}

\f0\fs20 Hallo Welt!
}
```

### TeX
```
\leftline
{
Hallo Welt!
}

\bye

```